# جیوانی، مارتونی
جیوانی (ارمنی: Ջիվանի) یک روستا در جمهوری آرتساخ است که در استان مارتونی واقع شده‌است.